# Antoni Staniewicz
Antoni Staniewicz (ur. 2 lutego 1882 w Zabłociu (gmina Malin w powiecie dubieńskim), zm. 8 lipca 1941 w Kijowie) – polski ziemianin, działacz socjalistyczny i społeczny, adwokat, polityk, senator w II RP, członek Zarządu Głównego Partii Pracy w 1930 roku.

## Życiorys

### Wykształcenie
Do 1895 roku uczył się w progimnazjum w Łucku (gdzie zaprzyjaźnił się z Wacławem Lipińskim), a następnie w gimnazjum w Jekaterynosławiu. W 1902 roku rozpoczął studia prawnicze na Uniwersytecie Warszawskim (UW), po ogłoszeniu bojkotu rosyjskiego UW przez studentów w 1905 roku kontynuował studia w Odessie. Po ukończeniu tam studiów odbył aplikanturę w Kijowie.

### Działalność socjalistyczna i niepodległościowa
Już w czasie nauki w progimnazjum i gimnazjum prowadził (wspólnie z Lipińskim) propagandę polityczną w polskich i ukraińskich wsiach. Podczas studiów na UW działał w tajnej organizacji „Spójnia”, zbliżonej do PPS.
W Odessie współpracował ze studencką grupą PPS-Frakcji Rewolucyjnej oraz legalnego „Domu Polskiego”.
W 1909 roku zamieszkał w Winnicy i rozpoczął pracę początkowo jako pomocnik adwokata, a następnie adwokat.
Po rewolucji lutowej w 1917 roku został wybrany do Rady Miejskiej Winnicy i rozpoczął tworzenie Podolskiej Organizacji Demokratycznej. Wszedł również w skład władz Gminy Polskiej w Winnicy. W lutym 1918 roku – po zajęciu Winnicy przez wojska sowieckie – współorganizował pobyt w tym mieście Tadeusza Hołówki, emisariusza POW i PPS. W grudniu 1918 roku przygotował ze współpracownikami stanowisko polskich środowisk demokratyczno-socjalistycznych wobec Ukraińskiej Republiki Ludowej.
Po ponownym wejściu wojsk sowieckich do Winnicy, działający w PPS Staniewicz został oskarżony o współpracę z bolszewikami, jednak został oczyszczony z zarzutów, 1 stycznia 1920 roku uciekł jednak z Winnicy do Łucka, gdzie podjął pracę adwokata. Został wybrany (w marcu 1920 roku) skarbnikiem Konsultacji Adwokatów Przysięgłych przy Sądzie Okręgowym w Łucku, wkrótce jednak i stamtąd musiał wyjeżdżać z powodu zbliżających się wojsk sowieckich.

### Dwudziestolecie międzywojenne
W 1921 powrócił do Łucka, gdzie ponownie został oskarżony o działanie na niekorzyść społeczności polskiej na Ukrainie, przynależność do partii komunistycznej i sprzyjanie Petlurze. Został ponownie oczyszczony z zarzutów.
W 1922 roku został prezesem Wojewódzkiego Zarządu Związku Strzeleckiego (był nim do 1939 roku), był jednym z przywódców Wołyńskiego Zrzeszenia Demokratycznego, prezesem komitetu redakcyjnego „Przeglądu Wołyńskiego” (do 1932 roku). Działał również w Radzie Powiatowej oraz Wojewódzkim Komitecie Wychowania Fizycznego i Przysposobienia Wojskowego, Komitecie Ligi Obrony Powietrznej i Przeciwgazowej (w którym był prezesem komisji agitacyjnej), w Radzie Adwokackiej.
W 1926 roku poparł przewrót majowy.
W latach 1926–1927 był prezesem Rady Miejskiej Łucka, 10 lipca 1927 roku został wybrany wiceprezesem Rady Nadzorczej Wołyńskiego Związku Młodzieży Wiejskiej (był nim do 1930 roku). W 1927 roku (i ponownie w 1934) został wybrany radnym miejskim ze wspólnej listy polskiej.
W latach 1928–1929 był delegatem do Naczelnej Rady Adwokackiej w Warszawie.
W październiku 1930 roku współtworzył Komitet Porozumiewawczy Polskich Organizacji Społecznych na Wołyniu. Został zastępcą prezesa tego komitetu.
Z ramienia Wołyńskiego Zjednoczonego Obywatelskiego Komitetu Wyborczego został wybrany w listopadzie 1930 roku senatorem z województwa wołyńskiego. Wszedł w skład Wołyńskiej reprezentacji parlamentarnej BBWR. W Senacie pracował w komisjach: spraw wojskowych i prawniczej.
W 1933 roku został wybrany zastępcą prezesa Sądu Dyscyplinarnego Izby Adwokackiej w Lublinie.
We wrześniu 1935 roku został ponownie wybrany senatorem, również z województwa wołyńskiego. Pracował w komisjach: administracyjnej i prawniczej (był jej sekretarzem).
W maju 1936 roku został wybrany do Prezydium Zjednoczenia Polskiej Myśli Państwowej.

### II wojna światowa
Po wkroczeniu armii sowieckiej został aresztowany 17 października 1939 roku w Łucku. Według sowieckiego raportu „w zasadzie przyznał się do winy” zeznając, że działając w Związku Strzeleckim walczył z komunizmem. Do maja 1940 roku był więziony w Łucku, potem w Kijowie, na Łukianówce. Po wybuchu wojny niemiecko-sowieckiej w czasie ewakuacji więzienia do Tomska podczas przemarszu przez most na Dniestrze rzucił się do rzeki, ponosząc śmierć. Inna z relacji mówi o tym, że został zastrzelony przez strażnika, nie nadążając za kolumną więźniów.

## Ordery i odznaczenia
- Krzyż Oficerski Orderu Odrodzenia Polski (10 listopada 1928)[4]
- Medal Niepodległości (20 lipca 1932)[5][6]

## Życie prywatne
Był synem Maurycego i Anny ze Zdanowiczów. Ożenił się w 1908 z Ireną Krenz. Nie miał dzieci.

## Upamiętnienie
Na tablicy poświęconej senatorom zmarłym w czasie II wojny światowej, znajdującej się w budynku Senatu, znajduje się nazwisko Antoniego Staniewicza.